# Abbaye d'Amesbury
L'abbaye d'Amesbury est une ancienne abbaye bénédictine située à Amesbury, dans le comté de Wiltshire, en Angleterre, et ayant été fondée par Ælfthryth vers 979. L'abbaye fut dissoute par Henri II en 1177, qui y construisit à la place une communauté de l'ordre de Fontevraud.
Le terme Abbaye d'Amesbury est désormais désigné tel un monument classé château anglais ayant été construit dans les années 1830, et est devenue une maison de retraite.

## Histoire
Amesbury était déjà un lieu sacré lors des temps païens, et l'on raconte qu'un monastère y figurait déjà avant les invasions danoises. Il y aurait eu un culte existant voué à Méloir, ayant mené Ælfthryth à choisir Amesbury. Méloir, fils d'un légendaire roi celte de Cornouailles et de Bretagne et martyr, fut enterré à Lanmeur et vénéré en Bretagne, cependant, une tradition moderne déclare que certaines de ses reliques furent emmenées à Amesbury et vendues à l'abbesse,,. En revanche, la vie de saint Méloir, datant du XIIe siècle, indique que le couvent d'Amesbury eut été fondée avant l'arrivée des reliques de Méloir.

### Abbaye Saxonne
Le couvent a été fondé en 979 par Ælfthryth. Elle fonda deux communautés religieuses, l'une à Amesbury, l'autre à Wherwell. On a longtemps cru que la motivation d'Ælfthryth était la contrition pour le meurtre d'Édouard, un autre martyr, rendant l'année 979, donnée par la Chronique de Melrose, appropriée. Toutefois, elle est désormais considérée comme non coupable du crime.
En 1086, année de parution du Domesday Book, l'abbaye possédait, tel était déjà le cas aux temps d'Édouard le Confesseur, les manoirs de Bulford, Boscombe, Allington, Coulston, ainsi que celui de Maddington, totalisant vingt-deux hides, y compris le manoir de Rabson à Winterbourne Bassett. Dans le Berkshire, elle détient East Challow, Fawley, Kintbury, ainsi que l'église de Letcombe Regis.

### Refondation
En 1177, la fondation d'Ælfthryth fut dissoute par Henri II et reconstituée en monastère de l'Ordre de Fontevraud, une réforme bénédictine.
Le pape Alexandre III délivra une bulle le 15 septembre 1176 approuvant le plan mais précisant que l'Archevêque de Cantorbéry, ainsi que les évêques de Londres, d'Exeter et de Worcester devraient se rendre au convent et faire comprendre aux religieuses qu'elles devront coopérer. Toute religieuse qui refusait de rejoindre le nouvel Ordre devait être transférée au sein d'un autre couvent et bien traitée. Le nouveau régime devait être appliqué, et lorsque la commission des évêques estimait que le moment était venu, l'abbesse, accompagnée d'une partie des religieuses de l'abbaye Notre-Dame de Fontevraud, devaient se rendre afin d'accomplir la passation.
Les choses ne se sont pas déroulées aussi bien que cette formule le suggérait, bien que les archives peuvent afficher un biais naturel contre la communauté existante. Lors de l'événement, il est stipulé que le scandale eut été découvert au moment où les évêques d'Exeter et de Worcester réalisèrent leur inspection à l'octave de la fête de saint Hilaire, en 1177. L'abbesse fut destituée puis révoquée, recevant une pension. Certaines autres religieuses furent compromises et impénitentes, celles-ci furent également renvoyées. Celles étant prêtes à faire amende honorable reçurent le droit de rester, il semblerait qu'elles furent au nombre de 30, or, elles furent toutes congédiées. Le groupe que Henri II convoqua de Fontevraud n'était constitué que de 21 ou 24 religieuses, dirigé non pas par l'abbesse de Fontevraud, mais par une ancienne sous-prieure.

### Ordre de Fontevraud

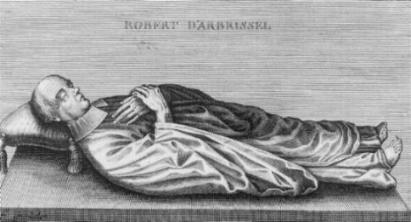
Gravure à l'effigie de Robert d'Arbrissel (désormais perdue) à Fontevraud

Les Plantagenêts furent de grands bienfaiteurs de l'abbaye mère de Fontevraud lors des ses premières années, et la veuve de Henri II, Aliénor d'Aquitaine, y vécurent. Ce monastère, fondé en 1101, devint le mausolée choisi par la dynastie angevine et le centre d'un nouvel ordre monastique, l'Ordre de Fontevraud,,.
La réforme monastique de Fontevraud a, en partie, suivi l'exemple de la très influente et prestigieuse Abbaye de Cluny en adoptant une forme centralisée de gouvernement, selon laquelle au sein d'une structure fédérée, les supérieurs des communautés filiales étaient, en effet, députés de l'abbé de Cluny, la tête de l'Ordre, et leurs maisons étaient donc généralement appelées prieurés, non abbayes, dirigées donc par des prieurs et non des abbés,. Dans l'affaire similaire de l'Ordre de Fontevraud, sa tête était l'abbesse de Fontevraud, qui, à la mort du fondateur de l'Ordre, Robert d'Arbrissel, vers 1117, comptait déjà une trentaine de prieuré suivant sa règle, et à la fin du Ier siècle, en France, en Espagne, ainsi qu'en Angleterre.

### Prieuré d'Amesbury

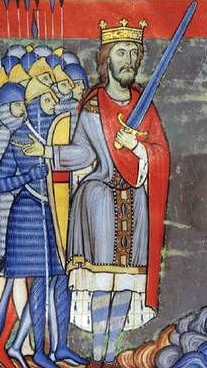
Henri II, fondateur du prieuré

Bien que Henri II introduisit l'Ordre de Fontevraud en Angleterre, il semble qu'il n'y ait jamais eu que quatre communautés au total dans le pays. Hors Amesbury, il y avait le prieuré de Westwood (Worcestershire), le prieuré d'Eaton ou de Nuneaton (Warwickshire), ainsi que le prieuré de Grovebury (Bedfordshire), les trois derniers ayant été a peu près fondés entre 1133 et 1164, donc avant que Henri II ne réaménage la fondation à Amesbury vers 1177,,.
Bien que le dernier monastère d'Amesbury est généralement mentionné tel une "abbaye", elle n'en était pas une. Le premier monastère a l'apparence d'avoir réellement été une abbaye, mais la maison fille de Fontevraud a toujours été un prieuré. Peut-être la mémoire qui s'estompe des faits historiques à la suite de la réforme anglaise, de la fin de l'affiliation à Rome, et plus tard le progrès du romantisme, expliquent l'emploi de ce terme.

#### Femmes du prieuré
- Aliénor de Bretagne, princesse, prisonnière la majeure partie de sa vie en raison de sa présomption au trône d'Angleterre, fut enterrée au prieuré d'Amesbury. En 1268, Henri III aurait accordé à l'abbaye un manoir de Melksham en suffrage pour son âme et celle de son frère Arthur, dont on croit qu'il fut assassiné par le père de Henri III, Jean sans Terre. Henri III aurait également ordonné à l'abbaye que la mémoire d'Aliénor et d'Arthur soit commémorée, ainsi que celle des derniers rois et reines d'Angleterre.
- Éléonore de Provence, reine consort de Henri III, mourut à Amesbury en juin 1291, et fut enterrée en l'abbaye le 11 septembre 1291.
- Isabelle de Lancastre, prieure d'Amesbury. Elle fut la sœur de Henri de Grosmont, un arrière-petit-fils de Henri III, ainsi que de Maud de Lancastre. En 1347, Maud, deux fois veuve, prit le voile et entra au prieuré de Campsey, une communauté de chanoinesses augustines non loin de Wickham Market, mais est transférée au sein de l'Ordre de Sainte-Claire, à l'abbaye de Bruisyard, en 1364, à Suffolk, où elle mourut et fut enterrée en 1377.
- Sybil Montagu, nièce de William Montagu (2e comte de Salisbury) et sœur de John Montagu (3e comte de Salisbury)[15]. Son élection en tant que prieure a été confirmée par le roi, Richard II[4]. Sybil semble en effet avoir aboli le système des prieurs masculins, bien que cela provoqua une grande révolte et impliqua l'intervention d'un nouveau roi, Henri IV, contre le contexte de sa prise de pouvoir de Richard II. Sybil semble avoir navigué dans les rapides et demeura prieure, mourant en 1420[4].

### Dissolution
Il est possible que l'église paroissiale d'Amesbury, l'église sainte-Marie et saint-Méloir, est l'ancienne église du prieuré, et ceci pourrait expliquer la raison pour laquelle elle a été épargnée lors de la dissolution des monastères, bien que le prieuré ainsi que ses autres établissements eurent été détruits. L'église est un monument classé.
Le domaine d'Amesbury a par la suite été attribué à la Couronne grâce à l'acquisition d'Edward Seymour (1er comte d'Hertford), un neveu de Jeanne Seymour, reine consort de Henri VIII, ainsi que le fils aîné de son frère, Edward Seymour (1er duc de Somerset), Lord-protecteur, lors de la minorité du roi Édouard VI, le cousin d'Earl, avec qui il a été éduqué pendant son enfance,.

## Le château auXIXesiècle

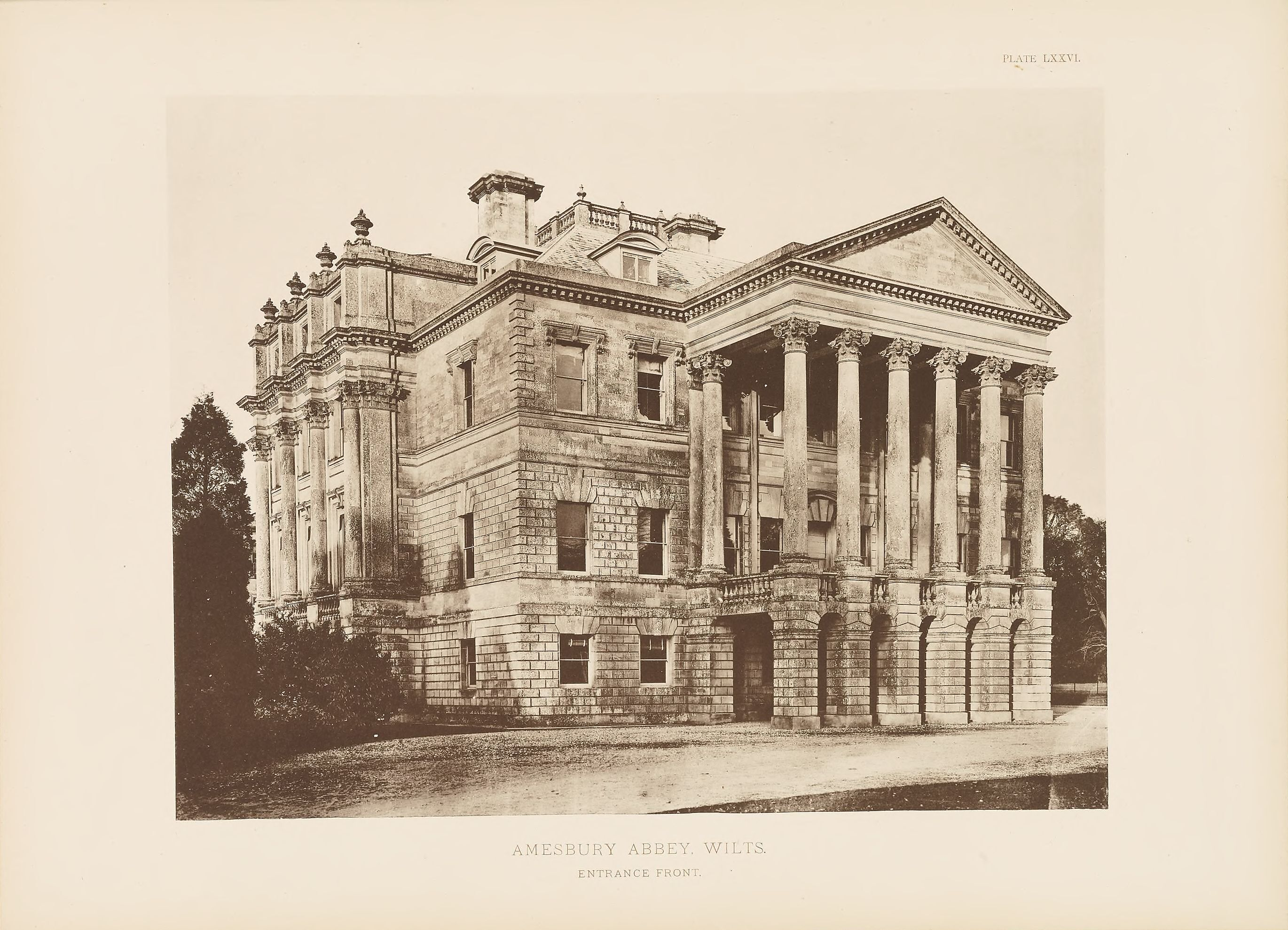
Élévation sud, Abbaye d'Amesbury, vers 1900

Le château anglais avoisinant, se nommant également abbaye d'Amesbury, ne fit pas partie du couvent : il fut construit entre 1834 et 1840 par l'architecte Thomas Hopper et était destiné à Sir Edmund Antrobus. Il possède trois étages et mansardes, et remplaça une précédente maison ayant été bâtie vers 1660 par John Webb et destinée à William Seymour (2e duc de Somerset). Le front sud principal détient neuf alcôves, dont cinq sont assises derrière un portique de six colonnes composites.
Le château a été désignée monument classé en 1953, et est maintenant devenue une maison de retraite. Il se trouve dans un parc, ainsi qu'un domaine de plaisance, dans environ 56 hectares, ayant été classés dans le registre des parcs et jardins historiques d'intérêt historique spécial en Angleterre.